# Hymenoscyphus symphoricarpi
Hymenoscyphus symphoricarpi är en svampart som beskrevs av A.L. Sm. 1891. Hymenoscyphus symphoricarpi ingår i släktet Hymenoscyphus och familjen Helotiaceae.   Inga underarter finns listade i Catalogue of Life.